# Flatrate
Flatrate jest to zryczałtowana opłata za korzystanie z usług telekomunikacyjnych (cena abonamentu nie jest uzależniona od poziomu wykorzystania standardowych jednostek rozliczeniowych). Potocznie taki sposób rozliczania się za Internet, nazywany jest stałym łączem.
Takie rozwiązanie jest stosowane przez większość firm sprzedających usługi internetowe w Polsce i na świecie. W wielu krajach Europy już od wielu lat można korzystać z flatrate'u na telefon stacjonarny oraz na telefon komórkowy.